# High Speed Championship
Le High Speed Championship (que l'on peut traduire en championnat High Speed) est un championnat de catch utilisé par la NEO Japan Ladies Pro-Wrestling (en) de 2009 à 2010 puis par la World Wonder Ring Stardom (Stardom) depuis 2011. Ce championnat est créé par la NEO Japan Ladies Pro-Wrestling (NEO) sous le nom de NEO High Speed Championship en 2009 pour désigner la meilleure catcheuse athlétique et agile. La première championne est Natsuki☆Taiyo (en) qui bat Ray dans un match pour désigner la première championne. Depuis sa création, 19 catcheuses ont détenu ce titre pour un total de 27 règnes et n'a jamais été vacant.

## Histoire

### NEO Japan Ladies Pro-Wrestling(2009-2010)
Le 5 mai 2009, la NEO Japan Ladies Pro-Wrestling (en) (NEO) présente le championnat High Speed pour la meilleure catcheuse athlétique et agile. Ce jour-là, Natsuki☆Taiyo (en) bat Ray pour devenir la première championne. En 2010, la NEO connait des difficultés et cesse ses activités après un dernier spectacle le 31 décembre de cette année.

### World Wonder Ring Stardom(depuis 2011)
Le 2 juillet 2011, la World Wonder Ring Stardom (Stardom) annonce que Leon (en), la dernière championne High Speed, va défendre son titre face à Natsuki☆Taiyo (en) le 24 juillet à Stardom X Stardom 2011. Taiyo l'emporte ce jour-là pour devenir championne High Speed pour la troisième fois.  Ce règne est le plus long puisqu'il dure 679 jours et s'arrête après sa défaite face à Kaori Yoneyama (en) le 2 juin 2013. Taiyo récupère ce titre le 29 décembre pour devenir quadruple championne High Speed détenant ainsi le record du nombre de règnes.
Le 17 mai 2015, la mexicaine Star Fire (en) devient la première catcheuse étrangère championne High Speed en battant Koguma. La portoricaine La Rosa Negra (en) qui lui succède le 23 septembre a le règne le plus court puisqu'elle garde cette ceinture pendant seulement 18 jours,.
| #                           | Championne                  | Règne                       | Date                        | Durée                       | Défénses                    | Lieu                        | Évènement                                                        | Notes                                                                     | Réf                         |
| NEO High Speed Championship | NEO High Speed Championship | NEO High Speed Championship | NEO High Speed Championship | NEO High Speed Championship | NEO High Speed Championship | NEO High Speed Championship | NEO High Speed Championship                                      | NEO High Speed Championship                                               | NEO High Speed Championship |
| --------------------------- | --------------------------- | --------------------------- | --------------------------- | --------------------------- | --------------------------- | --------------------------- | ---------------------------------------------------------------- | ------------------------------------------------------------------------- | --------------------------- |
| 1                           | Natsuki☆Taiyo (en)          | 1er                         | 5 mai 2009                  | 138 jours                   | 2                           | Tokyo                       | May History 09                                                   | Elle bat Ray pour devenir la première championne.                         | [ 1 ]                       |
| 2                           | Kaori Yoneyama (en)         | 1er                         | 20 septembre 2009           | 147 jours                   | 1                           | Tokyo                       | NEO Beat Up 2009                                                 |                                                                           | [ 1 ]                       |
| 3                           | Natsuki☆Taiyo (en)          | 2e                          | 14 février 2009             | 286 jours                   | 3                           | Kawasaki                    | JWP Road To Mania-X 2010 ~ Openweight Challenge League - Day 3   |                                                                           | [ 1 ]                       |
| 4                           | Leon (en)                   | 1er                         | 27 novembre 2010            | 239 jours                   | 4                           | Kawasaki                    | 5 Passion                                                        |                                                                           | [ 1 ]                       |
| High Speed Championship     |                             |                             |                             |                             |                             |                             |                                                                  |                                                                           |                             |
| 5                           | Natsuki☆Taiyo (en)          | 3e                          | 27 juillet 2011             | 676 jours                   | 4                           | Tokyo                       | Stardom X Stardom 2011                                           | Elle a le règne le plus long.                                             | [ 3 ]                       |
| 6                           | Kaori Yoneyama (en)         | 2e                          | 2 juin 2013                 | 210 jours                   | 2                           | Tokyo                       | Stardom Golden Age                                               |                                                                           | [ 5 ]                       |
| 7                           | Natsuki☆Taiyo (en)          | 4e                          | 29 décembre 2013            | 128 jours                   | 3                           | Tokyo                       | Stardom Year-End Climax 2013                                     |                                                                           | [ 6 ]                       |
| 8                           | Io Shirai                   | 1er                         | 6 mai 2014                  | 292 jours                   | 2                           | Tokyo                       | Stardom Gold Week Stars 2014 - Day 2                             |                                                                           | [ 10 ]                      |
| 9                           | Koguma (en)                 | 1er                         | 22 février 2015             | 84 jours                    | 1                           | Tokyo                       | Stardom Queen's Shout                                            |                                                                           | [ 11 ]                      |
| 10                          | Star Fire (en)              | 1er                         | 17 mai 2015                 | 129 jours                   | 1                           | Tokyo                       | Stardom Gold May 2015                                            | Elle est la première catcheuse étrangère à détenir ce championnat.        | [ 7 ]                       |
| 11                          | La Rosa Negra (en)          | 1er                         | 23 septembre 2015           | 18 jours                    | 0                           | Tokyo                       | Stardom 5STAR Grand Prix 2015 - Day 8                            | Elle a le règne le plus court.                                            | [ 8 ]                       |
| 12                          | Mayu Iwatani                | 1er                         | 11 octobre 2015             | 501 jours                   | 9                           | Tokyo                       | Stardom Appeal the Heat                                          |                                                                           | [ 9 ]                       |
| 13                          | Kris Wolf (en)              | 1er                         | 23 février 2017             | 143 jours                   | 5                           | Tokyo                       | Stardom Stardom of Champions                                     | Elle remporte un match à trois auquel participe aussi Kagetsu (en).       | [ 12 ]                      |
| 14                          | Shanna (en)                 | 1er                         | 16 juillet 2017             | 28 jours                    | 0                           | Tokyo                       | Stardom X Stardom 2017                                           |                                                                           | [ 13 ]                      |
| 15                          | Mari Apache (en)            | 1er                         | 13 août 2017                | 498 jours                   | 4                           | Tokyo                       | Stardom Midsummer Champions                                      |                                                                           | [ 14 ]                      |
| 16                          | Hazuki (en)                 | 1er                         | 24 décembre 2018            | 208 jours                   | 8                           | Tokyo                       | Stardom Year-End Climax 2018                                     |                                                                           | [ 15 ]                      |
| 17                          | Death Yama-san (en)         | 3e                          | 20 juillet 2019             | 21 jours                    | 0                           | Osaka                       | Stardom World Big Summer in Osaka                                | Elle remporte un match à trois auquel participe aussi AZM.                | [ 16 ]                      |
| 18                          | Riho                        | 1er                         | 10 août 2019                | 351 jours                   | 1                           | Tokyo                       | Stardom X Stardom 2019                                           | Elle remporte un match à trois auquel participe aussi Starlight Kid (en). | [ 17 ]                      |
| 19                          | AZM (en)                    | 1er                         | 26 juillet 2020             | 220 jours                   | 4                           | Tokyo                       | Stardom Cinderella Summer in Tokyo                               | Elle remporte un match à trois auquel participe aussi Starlight Kid.      | [ 18 ]                      |
| 20                          | Natsupoi (en)               | 1er                         | 3 mars 2021                 | 179 jours                   | 2                           | Tokyo                       | Stardom 10th Anniversary ~Hinamatsuri All-Star Dream Cinderella~ |                                                                           | [ 19 ]                      |
| 21                          | Starlight Kid (en)          | 1er                         | 29 août 2021                | 178 jours                   | 5                           | Tokyo                       | Stardom 5STAR Grand Prix 2021 Day 8                              |                                                                           | [ 20 ]                      |
| 22                          | AZM (en)                    | 2e                          | 23 février 2022             | 458 jours                   | 12                          | Nagaoka                     | Stardom Cinderella Journey 2022                                  |                                                                           | [ 21 ]                      |
| 23                          | Saki Kashima (en)           | 1er                         | 27 mai 2023                 | 135 jours                   | 3                           | Tokyo                       | Stardom Flashing Champions 2023                                  | Dans un match triple menace qui comportait aussi Fukigen Death (en)       | [ 22 ]                      |
| 24                          | Mei Seira (en)              | 1er                         | 9 octobre 2023              | 178 jours                   | 4                           | Nagoya                      | Stardom Nagoya Golden Fight ~Kinshachi Miracle~                  |                                                                           | [ 23 ]                      |
| 25                          | Saki Kashima (en)           | 2e                          | 4 avril 2024                | 23 jours                    | 0                           | Philadelphie                | American Dream in the Keystone State                             | Dans un match triple menace qui comprenait aussi Ram Kaicho (en).         | [ 24 ]                      |
| 26                          | Saya Kamitani               | 1er                         | 27 avril 2024               | 92 jours                    | 2                           | Yokohama                    | All Star Grand Queendom                                          | Dans un match à quatre comprenant Fukigen Death (en) et Saya Iida (en)    | [ 25 ]                      |
| 27                          | Mei Seira (en)              | 2e                          | 28 juillet 2024             | 243 jours                   | 0                           | Sapporo                     | Sapporo World Rendezvous                                         |                                                                           | [ 26 ]                      |

## Règnes combinés
| Rang | Catcheuse           | Règnes | Défenses | Jours |
| ---- | ------------------- | ------ | -------- | ----- |
| 1    | Natsuki☆Taiyo (en)  | 4      | 12       | 1228  |
| 2    | AZM (en)            | 2      | 16       | 678   |
| 3    | Mayu Iwatani        | 1      | 9        | 501   |
| 4    | Mari Apache (en)    | 1      | 4        | 498   |
| 5    | Kaori Yoneyama (en) | 3      | 3        | 378   |
| 6    | Riho                | 1      | 1        | 351   |
| 7    | Io Shirai           | 1      | 2        | 292   |
| 8    | Leon (en)           | 1      | 4        | 239   |
| 9    | Hazuki (en)         | 1      | 8        | 208   |
| 10   | Mei Seira (en)      | 2      | 4        | 421   |
| 11   | Natsupoi (en)       | 1      | 2        | 179   |
| 12   | Starlight Kid (en)  | 1      | 5        | 178   |
| 13   | Saki Kashima (en)   | 2      | 3        | 158   |
| 14   | Kris Wolf (en)      | 1      | 5        | 143   |
| 15   | Star Fire (en)      | 1      | 1        | 129   |
| 16   | Saya Kamitani       | 1      | 2        | 92    |
| 17   | Koguma (en)         | 1      | 1        | 84    |
| 18   | Shanna (en)         | 1      | 0        | 28    |
| 19   | La Rosa Negra (en)  | 1      | 0        | 18    |